# Guglielmo II di Ponthieu
Guglielmo II di Ponthieu, in francese: Guillaume II de Ponthieu (dopo il 1178 – 6 ottobre 1221), fu conte di Ponthieu dal 1191 alla sua morte.

## Origine
Secondo le Recherches généalogiques sur les comtés de Ponthieu, de Boulogne, de Guines, Guglielmo era l'unico figlio maschio del conte di Ponthieu, Giovanni I, e della terza moglie, Beatrice di Saint-Pol († dopo il 1202), figlia di Anselmo di Campdavaine signore di Lucheux e conte di Saint-Pol, e della sua prima moglie.
Secondo il documento n° I del Cartulaire du comté de Ponthieu, Giovanni I di Ponthieu era il figlio primogenito del conte di Ponthieu, Guido II, e della moglie, Ida, di cui non si conoscono gli ascendenti.

## Biografia
Guglielmo viene citato, per la prima volta, nelle Recherches généalogiques sur les comtés de Ponthieu, de Boulogne, de Guines, quando suo padre, Giovanni, nel 1187, confermò alla città di Abbeville i diritti acquisiti.
Suo padre, Giovanni partecipò alla terza crociata, e morì all'Assedio di San Giovanni d'Acri (1189-1191); dopo la sua morte, Guglielmo gli succedette in quanto suo unico figlio maschio, come Guglielmo II di Ponthieu, come ci conferma il documento n° XIV del Cartulaire du comté de Ponthieu, datato 1194, in cui Guglielmo estese ad altri comuni i privilegi di Abbeville.
Nel 1195, Guglielmo sposò la sorellastra del re di Francia, Filippo II Augusto, la contessa di Vexin, Adele di Francia, figlia di Luigi VII di Francia e Costanza di Castiglia, come ci conferma la Chronica Albrici Monachi Trium Fontium.
Guglielmo ebbe un ruolo importante nella guerra che, dopo il 1202, contrappose il re di Francia, Filippo II Augusto al re d'Inghilterra, Giovanni Senza Terra.
Guglielmo, nel 1205, fece una donazione al monastero di Saint Josse, citando la moglie, Adele e la figlia, Maria.
Guglielmo, nel 1214, prese parte alla Battaglia di Bouvines.
Guglielmo, tra il 1214 ed il 1215 confermò i diritti acquisiti, all'abbazia di Valloires e alla chiesa di Saint-Valery-sur-Somme.
Guglielmo partecipò anche alla Crociata albigese, fu, nel 1215, con l'erede al regno di Francia, Luigi, a Lione, per prendere parte, per un breve periodo alla crociata.
Guglielmo morì nel 1221 e fu tumulato nell'Abbazia di Valloires Argoules, Somme e gli succedette la figlia, Maria col marito, Simone di Dammartin.

## Matrimonio e discendenza
Guglielmo aveva sposato Adele di Francia, figlia di Luigi VII di Francia e Costanza di Castiglia.
Da Adele ebbe una sola figlia:
- Maria (1199 - † 1250), contessa di Ponthieu, come ci viene confermato dal documento n° LXXXVII del Cartulaire du comté de Ponthieu[10].

## Media

### Letteratura
Alla figura di Guglielmo II di Ponthieu è liberamente ispirato il personaggio secondario di Guillame De Ponthieu della saga fantasy Hyperversum della scrittrice modenese Cecilia Randall.